# David Hemmings
David Hemmings (ur. 18 listopada 1941 w Guildford, hrabstwo Surrey, Anglia, zm. 3 grudnia 2003 w Bukareszcie, Rumunia) – brytyjski aktor, reżyser i producent filmowy. Najbardziej znany z głównych ról w Powiększeniu Antonioniego (1966) oraz w Głębokiej czerwieni Dario Argento (1975).
Uznawany jest za jedną z ważniejszych ikon filmowych lat sześćdziesiątych. Za jego najważniejszą rolę uznaje się występ w filmie Antonioniego Powiększenie (ang. „Blow-up”), gdzie zagrał on młodego i ambitnego fotografa Thomasa.
Hemmings urodził się w Guildford, w Wielkiej Brytanii. Edukację rozpoczął w Glyn College w Epsom, jednak już jako dziecko kierował się w stronę świata rozrywki, a ściślej rzecz biorąc – w stronę kariery muzycznej. Jeździł w tournée z English Opera Group jako sopran – grupa wsławiła się głównie współpracą z kompozytorem i dyrygentem Benjaminem Brittenem. Hemmings studiował także malarstwo w Epsom School of Art. Pierwsza wystawa jego prac odbyła się gdy miał piętnaście lat. Jako nastolatek opuścił dom rodzinny i wyruszył do Austrii, gdzie pracował jako magik w nocnych klubach. Grał też na gitarze.
Jego pierwszym ważniejszym występem filmowym była rola w Tęczowej kurtce z roku 1954. W wieku 20 lat powrócił jednak do śpiewania, występował głównie w nocnych klubach. W wieku 24 lat nastąpił punkt kulminacyjny jego kariery filmowej – rola w Powiększeniu Michelangela Antonioniego. Anegdota mówi, że Hemmings był pewien, że zawalił przesłuchanie do filmu, ponieważ Antonioni podczas jego występu cały czas kręcił głową. Później dowiedział się jednak, że owo zachowanie spowodowane było dręczącym reżysera syndromem Touretta – do objawów choroby należą niekontrolowane ruchy ciała.
David Hemmings zmarł 3 grudnia 2003 roku na zawał serca w Bukareszcie. Miał 62 lata. Śmierć nastąpiła na planie filmu Błogosławiona.

## Wybrana filmografia
- 1966 Powiększenie (Blow-Up)
- 1968 Szarża lekkiej brygady
- 1968 Barbarella
- 1974 Britannic w niebezpieczeństwie (Juggernaut)
- 1975 Głęboka czerwień (Profondo rosso)
- 1977 Zniknięcie (The Disappearance)
- 1978 Książę i żebrak (Crossed Swords)
- 1981 Dr Jekyll i Mr Hyde (Dr. Jekyll and Mr. Hyde)
- 1983 Mężczyzna, kobieta i dziecko (Man, Woman and Child)
- 2000 Gladiator
- 2002 Equilibrium
- 2002 Gangi Nowego Jorku (Gangs of New York)
- 2003 Liga niezwykłych dżentelmenów (The League of Extraordinary Gentlemen)